# Everyone is everybody else
Everyone is everybody else is het vijfde studioalbum van Barclay James Harvest (BJH). Het was hun eerste album dat door Polydor werd uitgebracht. De titel is ontleend aan een regel van For no one.

## Inleiding
Na de breuk met Harvest Records kon BJH met behulp van management van 10cc een contract tekenen bij Polydor. Die liet de band vrijwel direct de studio intrekken voor hun eerste gezamenlijke album. De periode kon zo kort zijn omdat zowel gitarist John Lees als basgitarist Les Holroyd materiaal hadden voor een soloalbum, maar waarvan de release door Harvest werd tegengehouden. BJH kreeg wel een ietwat vreemde muziekproducent toegewezen in de persoon van de professionele Rodger Bain, die eerder met Black Sabbath had gewerkt. Ook de geluidsstudio waarin opgenomen werd (Olympic Studios), waar The Who en Led Zeppelin hadden gewerkt, kon steviger materiaal aan dan de “klassieke” Abbey Road Studios. Lees constateerde later dat beide zaken van invloed waren op het steviger rockgeluid, dan op de eerste vier albums. Voor de platenhoes moest de band een stapje terugdoen; er was alleen een groepsfoto te zien, zelfs hun logo in de vorm van een vlinder was niet te zien.

## Musici
- John Lees – zang, gitaar
- Les Holroyd – zang, basgitaar, akoestische gitaar, slaggitaar
- Woolly Wolstenholme – zang, toetsen
- Mel Pritchard – drumstel, percussie

## Muziek
| Nr. | Titel                                 | Duur |
| --- | ------------------------------------- | ---- |
| 1.  | Child of the universe (Lees)          | 5:04 |
| 2.  | Negative earth (Holroyd, Pritchard)   | 5:32 |
| 3.  | Paper wings (Holroyd, Pritchard)      | 4:15 |
| 4.  | The great 1974 mining disaster (Lees) | 4:47 |

| Nr. | Titel                    | Duur |
| --- | ------------------------ | ---- |
| 1.  | Crazy city (Holroyd)     | 4:05 |
| 2.  | See me see you (Lees)    | 4:32 |
| 3.  | Poor boy blues (Holroyd) | 3:00 |
| 4.  | Mill boys (Lees)         | 3:00 |
| 5.  | For no one (Lees)        | 5:00 |

The great 1974 mining disaster is een knipoog naar New York Mining Disaster 1941 van The Bee Gees als ook een poging wat commerciëlere muziek op de plaat te zetten. Daar waar The Bee Gees het schreven over een echte mijnramp (Ramp van Aberfan) en een mijnwerker in New York die vast komt te zitten tijdens een stroomstoring, gaat het nummer van Lees over de grote mijnstaking van 1974, waar als gevolg daarvan de regering van Ted Heath ten val kwam. De laatste drie tracks vormen één geheel; het slotnummer bevat de regel mat de titel van het album. Opnieuw was het een anti-oorlogslied van Lees ("Please lay down your pistols and your rifles"). No one staat daarbij voor degene die niets van zich laat horen en niets doet in geval van oorlog, terwijl hij of zij het er wel mee oneens is en dus ook iemand anders speelt dan hij/zij is.

## Nasleep
Achteraf werd de muziekproducent toch niet helemaal passend gevonden, met name bij Child in the universe pakte de samenwerking niet naar wensen uit. Al tijdens de uitgifte van het album was BJH op een Britse tournee, samen met Rare Bird, een band uit hetzelfde segment. BJH zou in  de loop der jaren na dit album, dat nog geen albumnotering kreeg, grote verkoopcijfers kennen; Rare Bird ging in 1975 uit elkaar. Hun samenwerking leidde tot een gezamenlijke single-uitgifte: Negative earth (BJH) werd gekoppeld aan Diamonds (Rare Bird).
Het album kreeg ook in de 21e eeuw een hele reeks heruitgaven. Retroplatenlabel Esoteric Recordings bracht daarbij een versie uit met een complete remix. Alhoewel BJH niet geheel tevreden was over de oorspronkelijke uitgave, speelde het in 2018 het complete album tijdens haar tournee Vijftig Jaar BJH ondernomen door Lees. De band was toen al jaren door meningsverschillen uit elkaar gevallen. De tekenen daarvan waren al bij dit album te zien. Het door Woolly Wolstenholme geschreven Maestoso kreeg geen plek op het album; hij gebruikte het voor zijn eerste soloalbum na zijn BJH-periode: Maestoso uit 1980.